# Zastava M88
A Zastava M88 é uma pistola semiautomática produzida pela Zastava Arms, é um redesenho compacto da pistola Zastava M57.

## Recursos
Uma pistola simples disponível em 9×19mm Parabellum e .40 S&W com mira não ajustável e gatilho de ação simples, assim como sua prima mais velha, a TT-33. A M88 tem um cano mais curto de 3,5 polegadas e uma posição de cão diferente. Uma variante da pistola chamada M88A apresenta uma trava de segurança externa na corrediça e uma trava de segurança interna no bloco do percussor.

## Uso

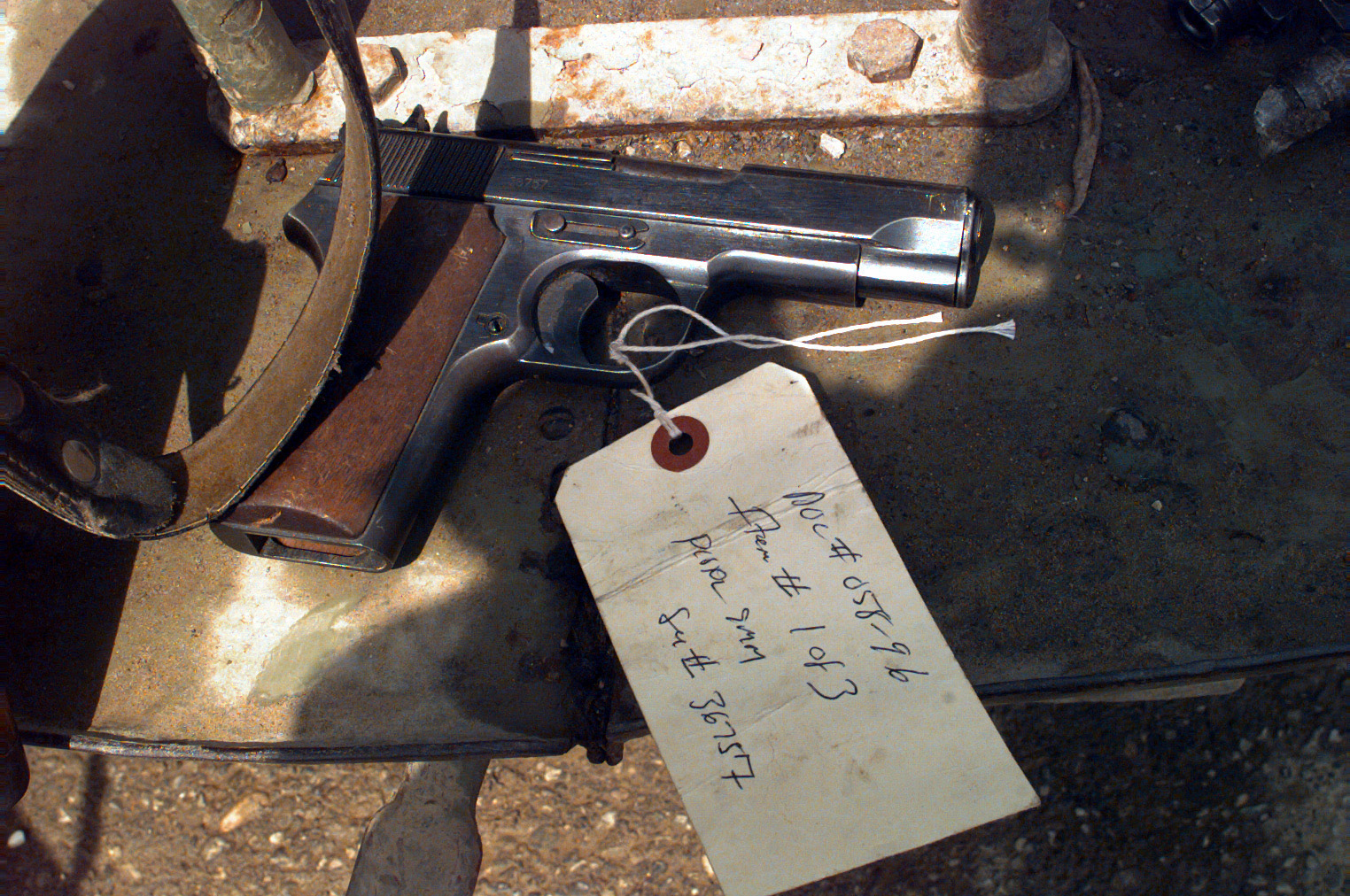

A M88 teve uso limitado como pistola de serviço pelas forças militares e policiais iugoslavas, mas foi substituída pela série CZ 99 de maior capacidade, embora às vezes fosse usada como pistola de treinamento em alguns campos de treinamento militar na Sérvia. Desde então, está amplamente disponível para compra civil. A M88 e a M88A também são importadas para os Estados Unidos pelo Grupo K-VAR/FIME.